# 대한민국의 국보 (1980년대)

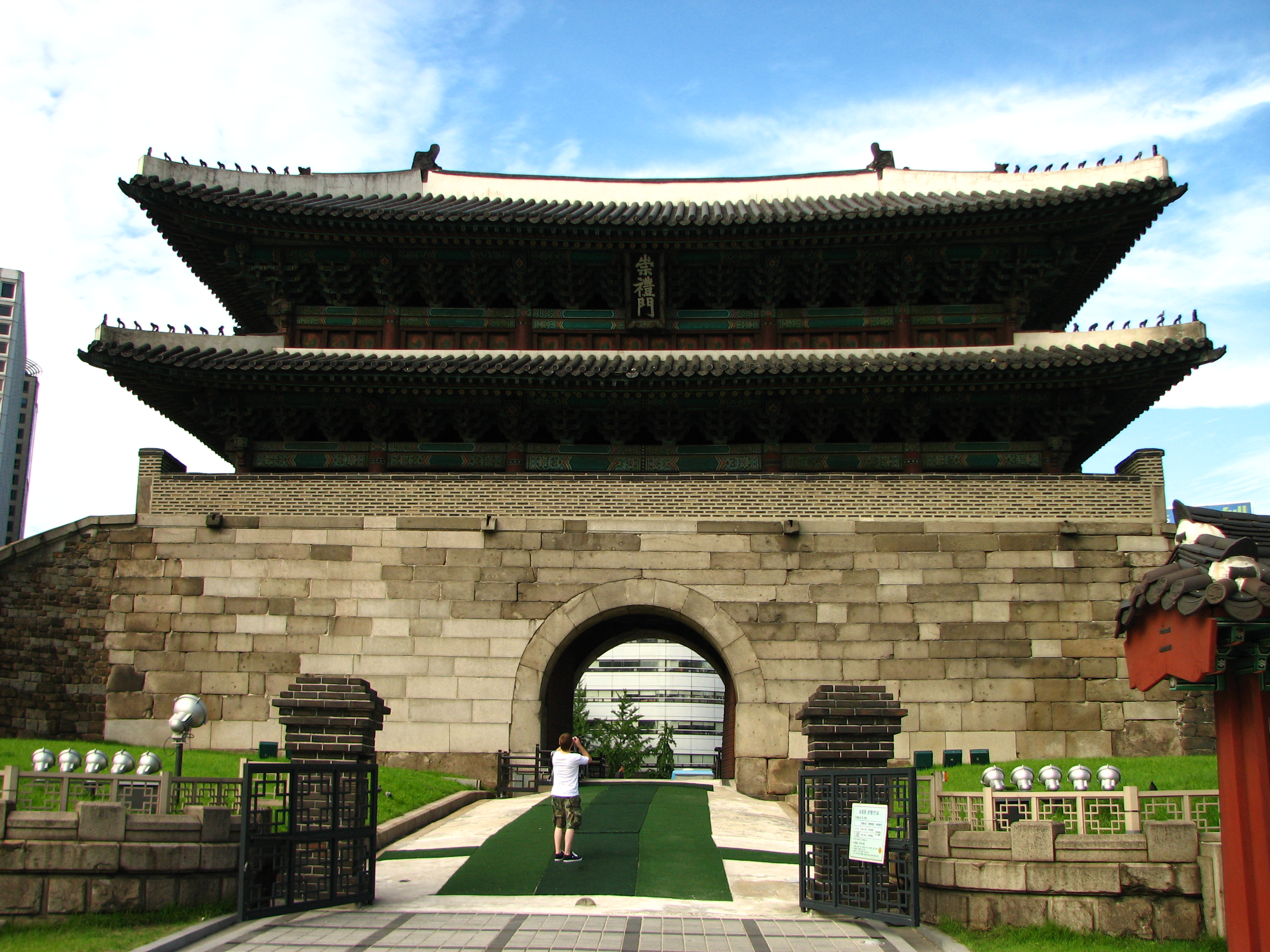
서울 숭례문(국보 제1호)

대한민국의 국보(大韓民國 國寶)는 대한민국에서, 건축물이나 유물 등의 유형 국가유산 가운데에 중요한 가치를 가져 보물로 지정될 만한 국가유산 가운데에서 인류문화적으로 가치가 크고 유례가 드문 것, 독특하고 희귀한 것 등으로 인정되어 따로 지정된 문화유산을 말한다.

## 지정 목록 (1980년대)
| 번호    | 사진 | 명칭 | 소재지                                                                                | 관리자 (단체)               | 지정일                                                      | 참조 |
| 201호   |      | 봉화 북지리 마애여래좌상 (奉化 北枝里 磨崖如來坐像) (Rock-carved Seated Buddha in Bukji-ri, Bonghwa) | 경북 봉화군 물야면 북지리 산108-2                                                     | 봉화군                      | 1980년 9월 16일 지정                                        |      |
| 202호   |      | 대방광불화엄경 진본 권37 (大方廣佛華嚴經 晋本 卷三十七) (Avatamsaka Sutra (The Flower Garland Sutra), Jin Version, Volume 37) | 서울 서대문구 충정로9길 10-10, (재)아단문고 (충정로2가)                               | (재)아단문고                | 1981년 3월 18일 지정, 2010년 8월 25일 명칭변경              |      |
| 203호   |      | 대방광불화엄경 주본 권6 (大方廣佛華嚴經 周本 卷六) (Avatamsaka Sutra(The Flower Garland Sutra), Zhou Version, Volume 6) | 서울 중구                                                                             | 조병순                      | 1981년 3월 18일 지정, 2010년 8월 25일 명칭변경              |      |
| 204호   |      | 대방광불화엄경 주본 권36 (大方廣佛華嚴經 周本 卷三十六) (Avatamsaka Sutra (The Flower Garland Sutra), Zhou Version, Volume 36) | 서울 중구                                                                             | 조병순                      | 1981년 3월 18일 지정, 2010년 8월 25일 명칭변경              |      |
| 205호   |      | 충주 고구려비 (忠州 高句麗碑) (Goguryeo Monument, Chungju) | 충청북도 충주시 감노로 2319 (중앙탑면, 충주고구려비전시관)                            | 충주시                      | 1981년 3월 18일 지정, 2010년 12월 27일 명칭변경             |      |
| 206호   |      | 합천 해인사 고려목판 (陜川 海印寺 高麗木板) (Printing Woodblocks of Miscellaneous Buddhist Scriptures in Haeinsa Temple, Hapcheon) | 경남 합천군 가야면 해인사길 122, 해인사 (치인리)                                      | 해인사                      | 1982년 5월 22일 지정                                        |      |
| 207호   |      | 경주 천마총 장니 천마도 (慶州 天馬塚 障泥 天馬圖) (Jangni cheonmado (Painting of Heavenly Horse on a Saddle Flap) from Cheonmachong Tomb, Gyeongju)                                                                                           | 경북 경주시 일정로 186 국립경주박물관                                                 | 국립경주박물관              | 1982년 11월 16일 지정                                       |      |
| 208호   |      | 도리사 세존사리탑 금동 사리기 (桃李寺 世尊舍利塔 金銅舍利器) (Gilt-bronze Reliquary from Sakyamuni Stupa of Dorisa Temple) | 경북 김천시 대항면 북암길 89, 직지사 (운수리)                                         | 직지사                      | 1982년 12월 7일 지정                                        |      |
| 209호   |      | 보협인석탑 (寶篋印石塔) (Stone Pagoda of Casket Seal Dharani) | 서울 중구 필동로 1길 30 동국대학교박물관                                              | 동국대학교박물관            | 1982년 12월 7일 지정                                        |      |
| 210호   |      | 감지은니불공견삭신변진언경 권13 (紺紙銀泥不空羂索紳變眞言經 卷十三) (Transcription of Amoghapasha kalparaja Sutra (Infallible Lasso's Mantra and Supernatural Transformations : King of Ritual Manuals) in Silver on Indigo Paper, Volume 13) | 서울 용산구 이태원로55길 60-16, 삼성미술관 리움 (한남동)                              | 삼성미술관 리움             | 1984년 5월 30일 지정, 2010년 8월 25일 명칭변경              |      |
| 211호   |      | 백지묵서묘법연화경 (白紙墨書妙法蓮華經) (Transcription of Saddharmapundarika Sutra (The Lotus Sutra) in Ink on White Paper) | 서울 관악구 남부순환로152길 53, 호림박물관 (신림동,호림박물관)                        | 호림박물관                  | 1984년 5월 30일 지정, 2010년 8월 25일 명칭변경              |      |
| 212호   |      | 대불정여래밀인수증료의제보살만행수능엄경(언해) (大佛頂如來密因修證了義諸菩薩行首楞嚴經(諺解)) (Shurangama Sutra (The Sutra of the Heroic One), Korean Translation)                                                                            | 서울 중구 필동로 1길 30 동국대학교도서관                                              | 동국대학교도서관            | 1984년 5월 30일 지정, 2010년 8월 25일 명칭변경              |      |
| 213호   |      | 금동탑 (金銅塔) (Gilt-bronze Miniature Pagoda) | 서울 용산구 이태원로 55길 60-16 삼성미술관 리움                                       | 삼성미술관 리움             | 1984년 8월 6일 지정                                         |      |
| 214호   |      | 흥왕사명 청동 은입사 향완 (興王寺銘 靑銅 銀入絲 香垸) (Bronze Incense Burner with Inscription of "Heungwangsa Temple" and Silver-inlaid Design)                                                                                               | 서울 용산구 이태원로55길 60-16, 삼성미술관 리움 (한남동)                              | 삼성미술관 리움             | 1984년 8월 6일 지정                                         |      |
| 215호   |      | 감지은니대방광불화엄경 정원본 권31 (紺紙銀泥大方廣佛華嚴經 貞元本 卷三十一) (Transcription of Avatamsaka Sutra(The Flower Garland Sutra), Zhenyuan Version, in Silver on Indigo Paper, Volume 31)                                             | 서울 용산구 이태원로55길 60-16, 삼성미술관 리움 (한남동)                              | 삼성미술관 리움             | 1984년 8월 6일 지정, 2010년 8월 25일 명칭변경               |      |
| 216호   |      | 정선필 인왕제색도 (鄭敾筆 仁王霽色圖) (Inwang jesaekdo(Scene of Inwangsan Mountain After Rain) by Jeong Seon) | 서울 용산구 이태원로55길 60-16, 삼성미술관 리움 (한남동)                              | 삼성미술관 리움             | 1984년 8월 6일 지정                                         |      |
| 217호   |      | 정선필 금강전도 (鄭敾筆 金剛全圖) (Geumgang jeondo(Complete View of Geumgangsan Mountain) by Jeong Seon) | 서울 용산구 이태원로55길 60-16, 삼성미술관 리움 (한남동)                              | 삼성미술관 리움             | 1984년 8월 6일 지정                                         |      |
| 218호   |      | 아미타삼존도 (阿彌陀三尊圖) (Painting of Amitabha Buddha Triad) | 서울 용산구 이태원로55길 60-16, 삼성미술관 리움 (한남동)                              | 삼성미술관 리움             | 1984년 8월 6일 지정                                         |      |
| 219호   |      | 백자 청화매죽문 항아리 (白磁 靑畵梅竹文 立壺) (White Porcelain Jar with Plum and Bamboo Design in Underglaze Cobalt Blue) | 서울 용산구 이태원로55길 60-16, 삼성미술관 리움 (한남동)                              | 삼성미술관 리움             | 1984년 8월 6일 지정                                         |      |
| 220호   |      | 청자 상감용봉모란문 합 및 탁 (靑磁 象嵌龍鳳牡丹文 盒 및 托) (Celadon Lidded Bowl and Saucer with Inlaid Dragon, Phoenix, and Peony Design) | 서울 용산구 이태원로55길 60-16, 삼성미술관 리움 (한남동)                              | 삼성미술관 리움             | 1984년 8월 6일 지정                                         |      |
| 221호   |      | 평창 상원사 목조문수동자좌상 (평창 上院寺 木造文殊童子坐像) (Wooden Seated Child Manjusri of Sangwonsa Temple, Pyeongchang) | 강원 평창군 진부면 오대산로 1211-50, 상원사 (동산리)                                  | 상원사                      | 1984년 10월 15일 지정, 2010년 6월 28일 명칭변경             |      |
| 222호   |      | 백자 청화매죽문 유개항아리 (白磁 靑畵梅竹文 有蓋立壺) (White Porcelain Lidded Jar with Plum and Bamboo Design in Underglaze Cobalt Blue) | 서울 관악구 남부순환로152길 53, 호림박물관 (신림동,호림박물관)                        | 호림박물관                  | 1984년 12월 7일 지정                                        |      |
| 223호   |      | 경복궁 근정전 (景福宮 勤政殿) (Geunjeongjeon Hall of Gyeongbokgung Palace) | 서울 종로구 사직로 161.                                                               | 경복궁                      | 1985년 1월 8일 지정                                         |      |
| 224호   |      | 경복궁 경회루 (景福宮 慶會樓) (Gyeonghoeru Pavilion of Gyeongbokgung Palace) | 서울 종로구 사직로 161.                                                               | 경복궁                      | 1985년 1월 8일 지정                                         |      |
| 225호   |      | 창덕궁 인정전 (昌德宮 仁政殿) (Injeongjeon Hall of Changdeokgung Palace) | 서울 종로구 율곡로 99, 창덕궁 (와룡동)                                                | 창덕궁                      | 1985년 1월 8일 지정                                         |      |
| 226호   |      | 창경궁 명정전 (昌慶宮 明政殿) (Myeongjeongjeon Hall of Changgyeonggung Palace) | 서울 종로구 창경궁로 185, 창경궁 (와룡동)                                             | 창경궁                      | 1985년 1월 8일 지정                                         |      |
| 227호   |      | 종묘 정전 (宗廟 正殿) (Main Hall of Jongmyo Shrine) | 서울 종로구 종로 157, 종묘 (훈정동)                                                   | 종묘                        | 1985년 1월 8일 지정                                         |      |
| 228호   |      | 천상열차분야지도 각석 (天象列次分野之圖 刻石) (Celestial Chart Stone) | 서울 종로구 효자로 12, 국립고궁박물관 (세종로,국립고궁박물관)                         | 국립고궁박물관              | 1985년 8월 9일 지정                                         |      |
| 229호   |      | 창경궁 자격루 (昌慶宮 自擊漏) (Clepsydra of Changgyeonggung Palace) | 서울 중구 세종대로 99 (정동)                                                          | 덕수궁                      | 1985년 8월 9일 지정                                         |      |
| 230호   |      | 혼천의 및 혼천시계 (渾天儀 및 渾天時計) (Celestial Globe and Armillary Clock) | 서울 성북구 안암로 145, 고려대학교박물관 (안암동5가,고려대학교안암캠퍼스(인문사회계)) | 고려대학교박물관            | 1985년 8월 9일 지정                                         |      |
| 231호   |      | 전 영암 거푸집 일괄 (傳 靈巖 鎔范一括) (Bronze Age Moulds from Yeongam (Presumed)) | 서울 동작구 상도로 369, 한국기독교박물관 (상도동,숭실대학교)                          | 숭실대학교 한국기독교박물관 | 1986년 3월 14일 지정                                        |      |
| 232호   |      | 이화 개국공신녹권 (李和 開國功臣錄券) (Certificate of Meritorious Subject Issued to Yi Hwa) | 전북 정읍시                                                                           | 이종섭                      | 1986년 10월 15일 지정, 2010년 8월 25일 명칭변경             |      |
| 233-1호 |      | 산청 석남암사지 석조비로자나불좌상 (山淸 石南巖寺址 石造毘盧遮那佛坐像) | 경남 산청군 삼장면 대하내원로 256, 내원사 (대포리)                                    | 내원사                      | 2016년 1월 7일 지정                                         |      |
| 233-2호 |      | 산청 석남암사지 석조비로자나불좌상 납석사리호 (山淸 石南巖寺址 石造毘盧遮那坐像 蠟石舍利壺) | 부산 남구 유엔평화로 63, 부산시립박물관 (대연동,부산광역시시립박물관)                 | 부산광역시립박물관          | 1986년 10월 15일 지정, 2016년 7월 1일 지정명칭 및 번호 변경 |      |
| 234호   |      | 감지은니묘법연화경 (紺紙銀泥妙法蓮華經) (Transcription of Saddharmapundarika Sutra (The Lotus Sutra) in Silver on Indigo Paper) | 서울 용산구 이태원로55길 60-16, 삼성미술관 리움 (한남동)                              | 삼성미술관 리움             | 1986년 11월 29일 지정, 2010년 8월 25일 명칭변경             |      |
| 235호   |      | 감지금니대방광불화엄경보현행원품 (紺紙金泥大方廣佛華嚴經普賢行願品) (Transcription of Avatamsaka Sutra(The Flower Garland Sutra) in Gold on Indigo Paper)                                                                                     | 서울 용산구 이태원로55길 60-16, 삼성미술관 리움 (한남동)                              | 삼성미술관 리움             | 1986년 11월 29일 지정                                       |      |
| 236호   |      | 경주 장항리 서 오층석탑 (慶州 獐項里 西 五層石塔) (West Five-story Stone Pagoda in Janghang-ri, Gyeongju) | 경북 경주시 양북면 장항리 1083                                                        | 경주시                      | 1987년 3월 9일 지정, 2010년 12월 27일 명칭변경              |      |
| 237호   |      | 고산구곡시화도 병풍 (高山九曲詩畵圖 屛風) (Folding Screen of Gosan gugok sihwado(Poems and Paintings of the Nine Scenic Valleys of Gosan)) | 서울 종로구 인사동10길 17, 동방화랑 (관훈동)                                          | 서정철                      | 1987년 7월 16일 지정                                        |      |
| 238호   |      | 소원화개첩 (小苑花開帖) (Sowon hwagaecheop(Calligraphy by Prince Anpyeong)) | 서울 종로구 인사동10길 17, 동방화랑 (관훈동)                                          | 서정철                      | 1987년 7월 16일 지정                                        |      |
| 239호   |      | 송시열 초상 (宋時烈 肖像) (Portrait of Song Si-yeol) | 서울 용산구 서빙고로 137, 국립중앙박물관 (용산동6가)                                  | 국립중앙박물관              | 1987년 12월 26일 지정                                       |      |
| 240호   |      | 윤두서 자화상 (尹斗緖 自畵像) (Self-portrait by Yun Du-seo) | 전남 해남군                                                                           | 고산 윤선도전시관           | 1987년 12월 26일 지정                                       |      |
| 241호   |      | 초조본 대반야바라밀다경 권249 (初雕本 大般若波羅蜜多經 卷二百四十九) (Maha prajnaparamita Sutra (Perfection of Transcendental Wisdom), the First Tripitaka Koreana Edition, Volume 249)                                                       | 경기 용인시 처인구 포곡읍 에버랜드로562번길 38, 호암미술관 (가실리)                   | 호암미술관                  | 1988년 6월 16일 지정, 2010년 8월 25일 명칭변경              |      |
| 242호   |      | 울진 봉평리 신라비 (蔚珍 鳳坪里 新羅碑) (Silla Monument in Bongpyeong-ri, Uljin) | 경북 울진군 죽변면 봉평리 521                                                         | 울진군                      | 1988년 11월 4일 지정, 2010년 12월 27일 명칭변경             |      |
| 243호   |      | 초조본 현양성교론 권11 (初雕本 顯揚聖敎論 卷十一) (Prakaranaryavaca Sastra (Acclamation of the Holy Teaching), the First Tripitaka Koreana Edition, Volume 11)                                                                                | 서울 용산구 이태원로55길 60-16, 삼성미술관 리움 (한남동)                              | 삼성미술관 리움             | 1988년 12월 28일 지정, 2010년 8월 25일 명칭변경             |      |
| 244호   |      | 초조본 유가사지론 권17 (初雕本 瑜伽師地論 卷第十七) (Yogacarabhumi Sastra (Discourse on the Stages of Yogic Practice), the First Tripitaka Koreana Edition, Volume 17)                                                                        | 경기 용인시 처인구 명지로 116, 박물관 (남동)                                          | 명지대학교 박물관           | 1988년 12월 28일 지정, 2010년 8월 25일 명칭변경             |      |
| 245호   |      | 초조본 신찬일체경원품차록 권20 (初雕本 新纘一切經源品次綠 卷二十) (Index of Tripitaka, the First Tripitaka Koreana Edition, Volume 20) | 서울 용산구 서빙고로 137, 국립중앙박물관 (용산동6가)                                  | 국립중앙박물관              | 1988년 12월 28일 지정, 2010년 8월 25일 명칭변경             |      |
| 246호   |      | 초조본 대보적경 권59 (初雕本 大寶積經 卷五十九) (Maharatnakuta Sutra (Sutra of the Great Accumulation of Treasures), the First Tripitaka Koreana Edition, Volume 59)                                                                          | 서울 용산구 서빙고로 137, 국립중앙박물관 (용산동6가)                                  | 국립중앙박물관              | 1988년 12월 28일 지정, 2010년 8월 25일 명칭변경             |      |
| 247호   |      | 공주의당금동보살입상 (公州儀堂金銅菩薩立像) (Gilt-bronze Standing Bodhisattva from Uidang-myeon, Gongju) | 충남 공주시 관광단지길 34, 국립공주박물관 (웅진동)                                    | 국립공주박물관              | 1989년 4월 10일 지정                                        |      |
| 248호   |      | 조선방역지도 (朝鮮方域之圖) (Joseon bangyeok jido (Map of the Korean Territory)) | 경기 과천시 교육원로 86, 국사편찬위원회 (중앙동,국사편찬위원회)                       | 국사편찬위원회              | 1989년 8월 1일 지정                                         |      |
| 249-1호 |      | 동궐도 (東闕圖) (Donggwoldo (The Eastern Palaces)) | 서울 성북구                                                                           | 고려대학교박물관            | 1989년 8월 1일 지정, 2012년 11월 13일 번호변경              |      |
| 249-2호 |      | 동궐도 (東闕圖) (Donggwoldo (The Eastern Palaces)) | 부산 서구 구덕로 225(부민동 2가)                                                      | 동아대학교박물관            | 1989년 8월 1일 지정, 2012년 11월 13일 번호변경              |      |
| 250호   |      | 이원길 개국원종공신녹권 (李原吉 開國原從功臣錄券) (Certificate of Meritorious Subject Issued to Yi Won-gil) | 서울 서대문구 충정로9길 10-10, (재)아단문고 (충정로2가)                               | (재)아단문고                | 1989년 8월 1일 지정, 2010년 8월 25일 명칭변경               |      |
| 251호   |      | 초조본 대승아비달마잡집론 권14 (初雕本 大乘阿毗達磨雜集論 卷十四) (Mahayana abhidharma samucchaya vyakhya (Collection of the Mahayana Abhidharma), the First Tripitaka Koreana Edition, Volume 14)                                            | 서울 서대문구 충정로9길 10-10, (재)아단문고 (충정로2가)                               | (재)아단문고                | 1989년 8월 1일 지정, 2010년 8월 25일 명칭변경               |      |

## 같이 보기
- 한국의 역사
- 한국의 선사 시대
- 한국의 삼국 시대
- 한국의 고려 시대
- 한국의 조선 시대
- 한국의 문화
- 조선민주주의인민공화국의 국보